# Bizarre (репер)
Bizarre (справжнє ім'я Руфус Артур Джонсон) (народився 5 липня 1976 р.) — американський репер, учасник детройтського гурту D12. Тексти виконавця зосереджені на темах зґвалтування та вживання наркотиків. Наразі є відповідальним за A&R на лейблі Shady Records.

## Біографія

### Ранні роки
Репер народився та виріс у Детройті в сім'ї без батька. У 1995 р. він увійшов до складу D12, реп-гурту, який заснував його друг Proof. Деякий час Bizarre разом з Емінемом був учасником групи Outsidaz. Щоп'ятниці увечері виконавець також відвідував клуб St. Andrews, де він брав участь в реп-батлах.

### Музична кар'єра
У 1998 р. Bizarre видав міні-альбом Attack of the Weirdos. З цього часу він призупинив сольну кар'єру, щоб зосередитись на роботі з D12. Після виходу другого студійного альбому D12 World виконавець вирішив знову зайнятися сольною творчістю. У 2005 р. репер створив власний лейбл Red Head Records. Цього ж року Sanctuary Records випустив його дебютну студійну платівку Hannicap Circus. У 2007 р. вийшов другий альбом Blue Cheese & Coney Island.
У 2010 р. Bizarre підписав контракт з AVJ Records і видав третю платівку Friday Night at St. Andrews. Тематика пісень альбому стала серйознішою, на відміну від попередніх релізів.
28 лютого 2012 р. Bizarre офіційно повідомив, що він покидає D12. Виконавець створив Weirdo Movement. До його складу увійшли: Bizarre, Fury, дует FaygosandConey та Sonny Bonoho. 29 травня 2012 р. стало відомо, що FaygosandConey пішли з Weirdo Movement. Заміною дуету став гурт Nerd Mafia. У лютому 2014 заявив про повернення до D12 і підтвердив реліз платівки колективу у 2014.

### The Davidians та Something Awful
Разом з репером King Gordy, другом якого Bizarre був з самого дитинства, було сформовано дует The Davidians. Уперше під такою назвою гурт з'явився на мікстейпі Esham The Butcher Shop. У грудні 2013 King Gordy анонсував реліз платівки у 2014.
У 2010 р. Bizarre та Fury, який тоді був менеджером, сформували дует Something Awful. У 2012 р. учасники дуету ввійшли до Weirdo Movement. 13 серпня 2012 р. через свій Twitter-акаунт Fury опублікував посилання на завантаження безкоштовного 13-трекового альбому Taking Lives. До нього увійшли нові й раніше оприлюднені пісні, треки з мікстейпу Leathal Wreckords MIXTAPE, репертуару Fury та інших виконавців. Пізніше версія Taking Lives з більшою кількістю пісень з'явилась на iTunes. 

## Дискографія
Студійні альбоми
- Hannicap Circus (2005)
- Blue Cheese & Coney Island (2007)
- Friday Night at St. Andrews (2010)

Релізи у складі D12
- The Underground EP (1996)
- Devil's Night (2001)
- D12 Limited Edition Mixtape (2003)
- D12 World (2004)
- Return of the Dozen Vol. 1 (2008)
- Return of the Dozen Vol. 2 (2011)
- The Devil's Night Mixtape (2015)

Релізи у складі Something Awful
- Taking Lives (2013)